# Nicolaus Klimek
Nicolaus Klimek (* 1957) ist ein deutscher Theologe und Sachbuchautor. 

## Leben
Nicolaus Klimek schloss das Studium auf der Theologischen Fakultät an der Ruhr-Universität Bochum im Jahr 1989 mit der Dissertation Der Begriff der „Mystik“ in der Theologie Karl Barths ab. Zuerst wirkte er als Pastoralreferent und danach als Diözesanreferent für Sakramente, Verkündigung und Katechese im Bistum Essen. Anschließend wurde er dort als Mitarbeiter des Exerzitienreferats im Kardinal-Hengsbach-Haus in Essen-Werden tätig und  veröffentlicht einschlägige Artikel in der Zeitschrift Katechetische Blätter des Deutschen Katecheten-Vereins. Er ist verheiratet und hat drei Kinder.

## Schriften (Auswahl)

### Bücher
- Der Gott, der Liebe ist. Zur trinitarischen Auslegung des Begriffs „Liebe“ bei Eberhard Jüngel. Die Blaue Eule Verlag, Essen 1986, ISBN 3-89206-151-3.
- mit Albert Gerhards, Reinhold Richter: Neue Vespergottesdienste. Ein Werkbuch. Verlag Herder, Freiburg im Breisgau 1986, ISBN 978-3451207914.
- mit Georg Bernhard Langemeyer: Universalität und Toleranz. Der Anspruch des christlichen Glaubens. Festschrift für Georg Bernhard Langemeyer zur Vollendung des 60. Lebensjahres. Ludgerus Verlag, Essen 1989, ISBN 3-87497-182-1.
- Der Begriff der „Mystik“ in der Theologie Karl Barths. (Dissertation, Ruhr-Universität Bochum 1989), Bonifatius Verlag, Paderborn 1990, ISBN 3-87088-641-2.
- mit Michael Faßnacht, Marcus Freitag: Theologisches Grundseminar. Band 1. Biblische Grundlagen – Geschichte, Gottesbilder, Bedeutung. Informationen – Erfahrungen – Praxisbezüge. Butzon & Bercker Verlag, Kevelaer 1999, ISBN 978-3766602305.
  - mit Michael Faßnacht, Marcus Freitag: Theologisches Grundseminar. Band 2. Kirchliche Entwicklungen – Christliches Leben. Butzon & Bercker Verlag, Kevelaer 1999, ISBN 3-7666-0231-4.
- mit Stephan Ernst: Grundkurs christliche Spiritualität. Werkbuch für Schule, Gemeinde und Erwachsenenbildung. Butzon & Bercker Verlag, Kevelaer 2004, ISBN 978-3-7666-0534-4.
- Ich taufe dich, im Namen des Vaters und des Sohnes und des Heiligen Geistes. Echter Verlag, Würzburg 2010, ISBN 978-3-429-03229-6.

### Aufsätze
- Elija – auch ganz unten ist Gott nahe. In: Unterwegs 2007, Deutscher Katecheten-Verein, Abraham & Co., München 2007
- Im Blick: Gemeindekatechese. Katechese als Eintrittspreis? In: Katechetische Blätter, 6 / 2009, Deutscher Katecheten-Verein e.V., Kösel-Verlag, Kempten 2009, S. 459–461
- Essen – 10. Tag der Katechese. In: Unterwegs, Nr. 1 / 2010, Deutscher Katecheten-Verein, München 2010,  S. 6
- Neue Wege der Katechese. In: Katechetische Blätter, 137 / 2012, Deutscher Katecheten-Verein e.V., Kösel-Verlag, Kempten 2012, S. 383–384